# Kirkoswald (Cumbria)
Pour les articles homonymes, voir Kirkoswald.
Kirkoswald est un village et une paroisse civile de Cumbria, en Angleterre. Il est situé à une quinzaine de kilomètres au nord-est de la ville de Penrith. Administrativement, il relève du district d'Eden. Au recensement de 2011, il comptait 901 habitants.
Le nom du village fait référence à l'église (kirk) dédiée à saint Oswald, roi de Northumbrie mort en 642.